# Brunettia lungjingensis
Brunettia lungjingensis és una espècie d'insecte dípter pertanyent a la família dels psicòdids i la més grossa del seu gènere a Taiwan.

## Descripció
- Les ales del mascle fan 1,88 mm de llargària i les de les femelles 2,06.[6]

## Distribució geogràfica
Es troba a Àsia: és un endemisme de Taiwan.